# Ležnička
Ležnička (německy Stirn) je malá vesnice, základní sídelní jednotka města Horní Slavkov v okrese Sokolov v Karlovarském kraji.
Nachází se v nadmořské výšce přibližně 600 m. České jméno Ležnička dostala vesnice v roce 1948.
Ležnička leží v katastrálním území Ležnička o výměře 2,38 km².

## Historie
První písemná zmínka pochází z roku 1489 a až do poloviny 19. století spadala Ležnička pod bečovské panství. V letech 1869–1890 spadala pod obec Ležnici v okrese Falknov, v letech 1900–1910 a znova v letech 1921–1930 byla samostatnou obcí v okrese Loket. V roce 1950 byla Ležnička osadou Horního Slavkova v okrese Karlovy Vary-okolí. K 1. lednu 1953 byla připojena k Hornímu Slavkovu jako její část.. Až do roku 1980 byla Ležnička částí města Horní Slavkov v okrese Sokolov a poté už jen osadou Horního Slavkova.

## Přírodní poměry
Vesnice se nachází ve Slavkovském lese v CHKO Slavkovský les. Zástavba vesnice leží na svazích kopců Slavkovského lesa, strmě upadajících do údolí řeky Teplé. Jižně a jihovýchodně od vesnice protéká drobný nepojmenovaný potok ústící do Teplé, pravostranného přítoku řeky Ohře a území tedy náleží do povodí řeky Ohře.
V Ležničce se nachází areál obory Mysliveckého sdružení.

## Obyvatelstvo
Při sčítání lidu v roce 1921 zde žilo 116 obyvatel, všichni německé národnosti, kteří se hlásili k římskokatolické církvi.
Zástavba vesnice je řídká, objekty slouží převážně k rekreačním účelům. Částečně se jedná o přestavěné původní domy, částečně nové objekty. Hustota osídlení je velmi nízká a činí pouhých 1,25 obyvatel na km².
| Rok            | 1869 | 1880 | 1890 | 1900 | 1910 | 1921 | 1930 | 1950 | 1961 | 1970 | 1980 | 1991 | 2001 | 2011 |
| -------------- | ---- | ---- | ---- | ---- | ---- | ---- | ---- | ---- | ---- | ---- | ---- | ---- | ---- | ---- |
| Počet obyvatel | 141  | 147  | 154  | 147  | 152  | 116  | 106  | 26   | 22   | 18   | 9    | 1    | 3    | 11   |
| Počet domů     | 21   | 23   | 23   | 24   | 26   | 26   | 24   | 23   | -    | 4    | 2    | 2    | 2    | 4    |

## Doprava
Z Horního Slavkova vede přes Ležnici  silnice do Ležničky, která v Ležničce jako slepá končí. Nejbližší autobusová zastávka je v Ležnici. Katastrálním územím Ležnička vede obnovený úsek železnice z Krásnésného Jezu do Horního Slavkova-Kounice a podél řeky Teplé železniční trať Karlovy Vary – Mariánské Lázně.